# Melbourne Aces
Uniformes
Les Melbourne Aces sont un club de baseball australien fondé en 2009 à Melbourne dans le Victoria. Les matchs à domicile se jouent au Melbourne Showgrounds.
Les Aces évoluent en Ligue australienne de baseball depuis 2010. En saison inaugurale, ils terminent quatrièmes en saison régulière et perdent au premier tour des play-off face aux Adelaide Bite.

## Histoire
La franchise est fondée en 2009 avec le retour de la Ligue australienne de baseball.
À la suite d'une compétition lancée pour laisser les fans choisir les noms des franchises, la Name Your ABL Team, Melbourne prend le nom de Aces.

## Managers
Le premier et actuel manager de la franchise est l'australien Phil Dale, ancien joueur de Ligue mineure aux États-Unis et manager de l'Équipe d'Australie de baseball.

## Saisons
- 2010-2011: 4e en saison régulière, défait en demi-finale.